# Gianluca Ricci
Gianluca Ricci (Ravenna, 2 marzo 1968) è un ex calciatore italiano, di ruolo difensore, responsabile del settore giovanile del Ravenna.

## Carriera
Cresciuto nel Cesena dal 1988 al 1993 gioca in Serie C2 per Gubbio, Centese, Viareggio. Nel 1993 approda al Bari dove gioca prima in Serie B e poi in Serie A. Dal 1996 al 2004 gioca per Padova, Ancona, Perugia, Fasano, Russi, Fano, Ravenna, Centese.
Nella stagione 2004-2005 partecipa al reality show Campioni, il sogno con la squadra del Cervia, di cui era il capitano. Dal 2005 al 2009 gioca per Baracca Lugo, Giacomense e Loops Ribelle. Dal 2010 milita nel La Fiorita, squadra sammarinese nella quale conclude la sua carriera.
Terminata la carriera agonistica, è diventato responsabile organizzativo del settore giovanile del Ravenna.

## Palmarès

### Club

#### Competizioni nazionali
- Serie D: 2

Fano: 2001-2002 (Girone E)
Ravenna: 2002-2003 (Girone D)
- Eccellenza: 1

Cervia: 2004-2005 (Girone B)